# إدوارد هاجنباخ-بيشوف

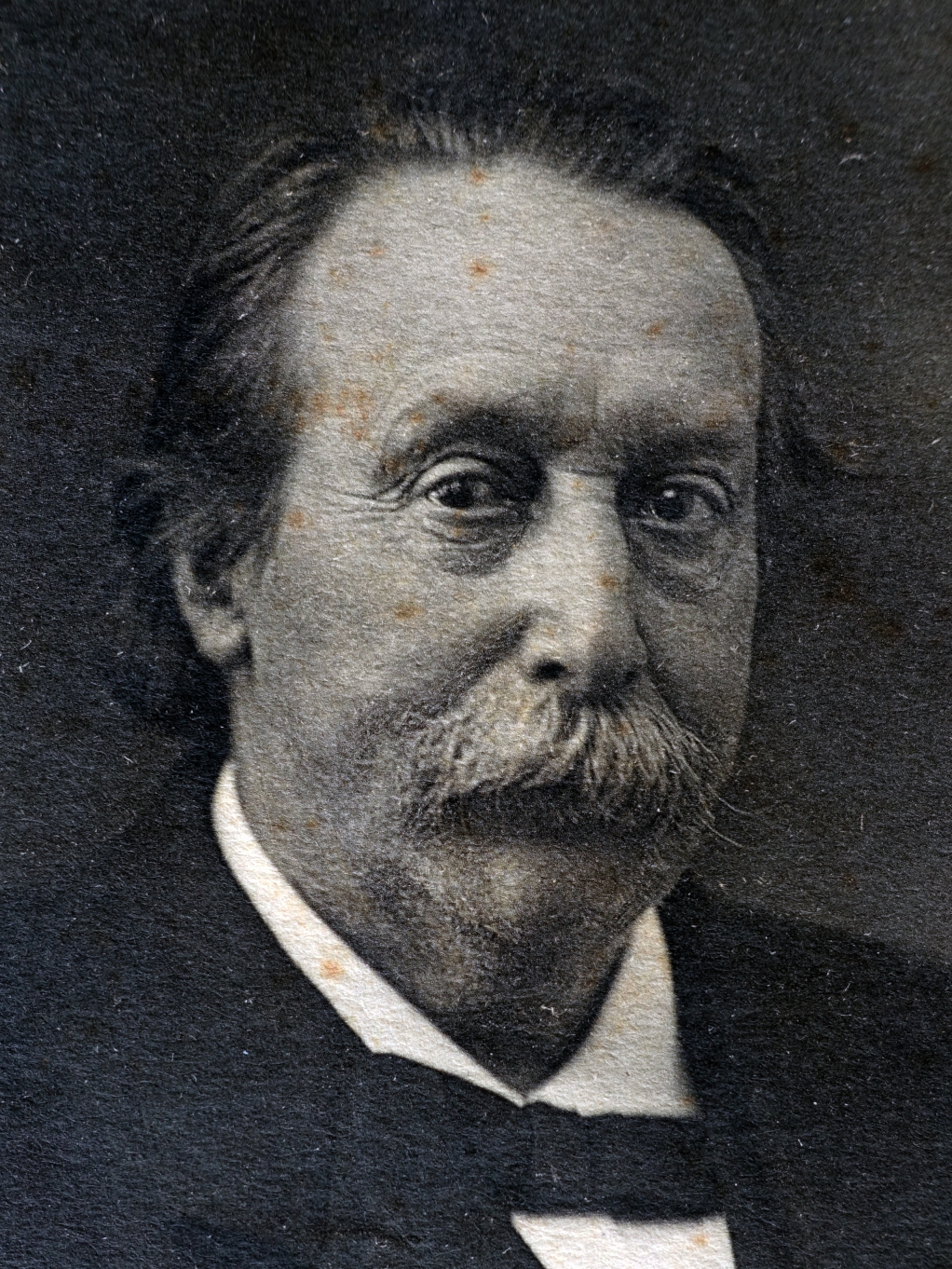
صورة من تصوير هنري فيون

إدوارد هاجنباخ-بيشوف (بالألمانية: Edward Hagenbach-Bischof) هو رياضي وفيزيائي سويسري، ولد في بازل في 20 فبراير 1833 وتوفي فيها في 23 ديسمبر 1910، ويُنسب له نظام الانتخاب المسمى بـ نظام هاجنباخ-بيشوف وكذلك حصة هاجنباخ-بيشوف التي طورها من حصة دروب. ومفهوم الحصة في السياق الانتخابي، سواء كانت حصة هاجنباخ-بيشوف أو حصة هير أو حصة دروب أو غيرهما، يعبر بشكل أو بآخر عن متوسط عدد الأصوات مقابل كل مقعد، وهذا المتوسط هو ما يعرف في الأوساط الانتخابية بالمعامل الإنتخابي أو القاسم الانتخابي أو الحاصل الانتخابي، حيث تختلف تسميته من بلد عربي لآخر.

## سيرته الذاتية
كان يعقوب إدوارد هاجنباخ أحد أبناء عالم اللاهوت كارل رودولف هاجنباخألمانية، وحفيد كارل فريدريش هاجنباخ[ألمانية]. بعد زواجه في 15 مايو 1862 من مارغاريتا بيشوف لقَّب نفسه منذ تلك اللحظة هاجنباخ-بيشوف كلقب مركب من اسم عائلته وإسم عائلة زوجته. من أبناءه أوغوست هاجنباخألمانية والذي خلفه في وظيفة كرسي الفيزياء في جامعة بازل. من حفيداته مؤرخة الفنون آني (1908-2002) والتي تزوجت من مؤرخ الفنون رودلف كاوفمان ألمانية.
درس الفيزياء والرياضيات في جامعة بازل (مع رودولف مريان[ألمانية])، وفي برلين (مع هاينريش فيلهيلم دوف وهاينريش غوستاف ماغنوس)، وفي جنيف وباريس (مع جول سيلستين جامين) وحصل على شهادة الدكتوراه في عام 1855 في بازل. بعدها قام بالتدريس في المدرسة المهنية (بالألمانية: Gewerbeschule) في بازل، وبعد تأهيله، عمل أستاذا محاضراً للرياضيات في جامعة بازل لمدة عام واحد.
من عام 1863 إلى عام 1906 كان أستاذًا متفرغًا للفيزياء في بازل (خلفًا لغوستاف هاينريش فيدمان). في عام 1970 شغل منصب رئيس جامعة بازل، وفي 1874 أصبح مديرًا لمعهد الفيزياء في مجمع «بيرنولليانوم» «بالألمانية: Bernoullianum» التابع لجامعة بازل والذي تأسس حديثًا في ذلك الوقت، ثم من 1874 إلى 1879 رئيسًا للأكاديمية السويسرية للعلوم.
من عام 1867 حتى 1910 كان هاجينباخ-بيشوف عضوًا في المجلس الكبير لمدينة بازل (و رئيسًا للمجلس في الأعوام 1873 و 1875 و 1885). كرس جهوده من أجل إحلال نظام التمثيل النسبي بدلاً من نظام الأغلبية المطلقة. في 26 فبراير 1905 تكللت جهودة بالنجاح حيث تمت الموافقة على قانون الانتخاب بالتمثيل النسبي من قبل مواطني بازل بأغلبية عشرة أصوات.
كان هاجنباخ-بيشوف من المروجين والداعين لاستخدام طريقة د’هوندت، ولذلك سرعان ما ارتبطت هذه الطريقة بإسمه، وأسميت، رغما عن إرادته، بطريقة أو بنظام هاجنباخ-بيشوف. وللتقليل من التشوهات التي قد تظهر عند تطبيق هذه الطريقة إقترح إتاحة المجال لتشكيل القوائم الحزبية المرتبطة.
ساهم إدوارد هاجينباخ-بيشوف مع مجموعة كبيرة من المسؤولين ورجال الأعمال في إنشاء المتحف المهني في والذي افتتح في 1892 في مدينة بازل.
كتب هاجنباخ-بيشوف حوالي 60 مؤلفاً، وبالتحديد حول اللزوجة (1860)، محتوى ثاني أكسيد الكربون في الغلاف الجوي (1868)، الإشعاع الفلوري (1869)، انتشار الكهرباء في سلك التلغراف (1886)، علم الجليد (تقرير عن المسح السنوي الـ25 لنهر الرون الجليديألمانية، 1899) وحول تاريخ العلوم الطبيعية.
كرس هاجنباخ-بيشوف جل جهوده في سبيل تعميم التعليم وألقى في هذا الصدد ما يزيد عن 100 محاضرة في مجمع بيرنولليانوم، موجهة للجمهور من دون أن يتعمق في التفاصيل العلمية، ومن تلك المحاضرات على سبيل المثال المحاضرة التي القاها عام 1896 حول الأشعة السينية (أشعة رونتيغن) التي اكتُشفت في ذلك التاريخ. من تلاميذه المشهورين رودولف بريفينألمانية.
في عام 1919 نحت الرسام يعقوب بروبست[ألمانية] تمثال نصفي من الرخام الأبيض لهاجنباخ وتم نصبه في مجمع بيرنولليانوم.

دُفن إدوارد هاجينباخ-بيشوف في مقبرة فولف غوتيس أكار[ألمانية] في مدينة بازل.

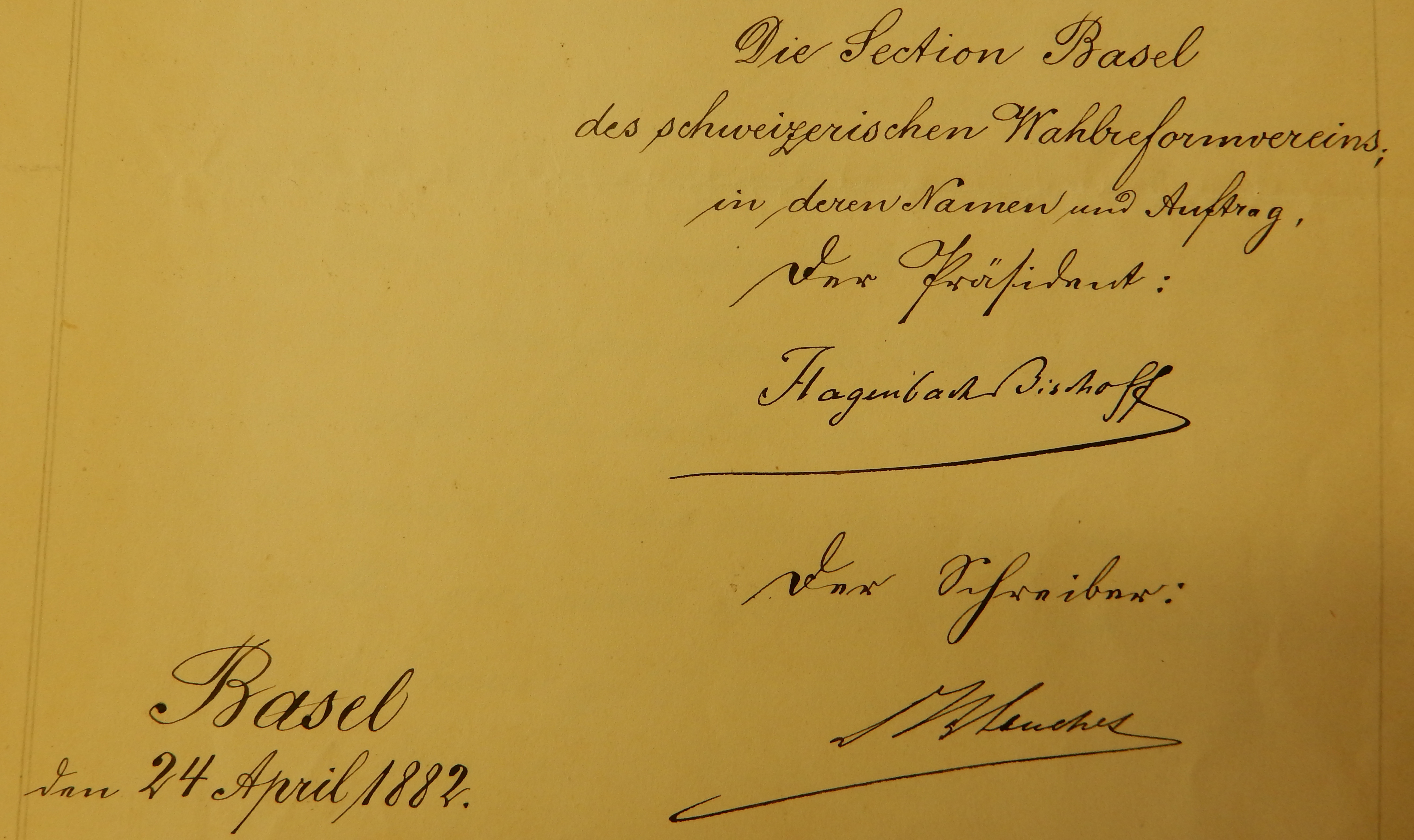
التوقيع
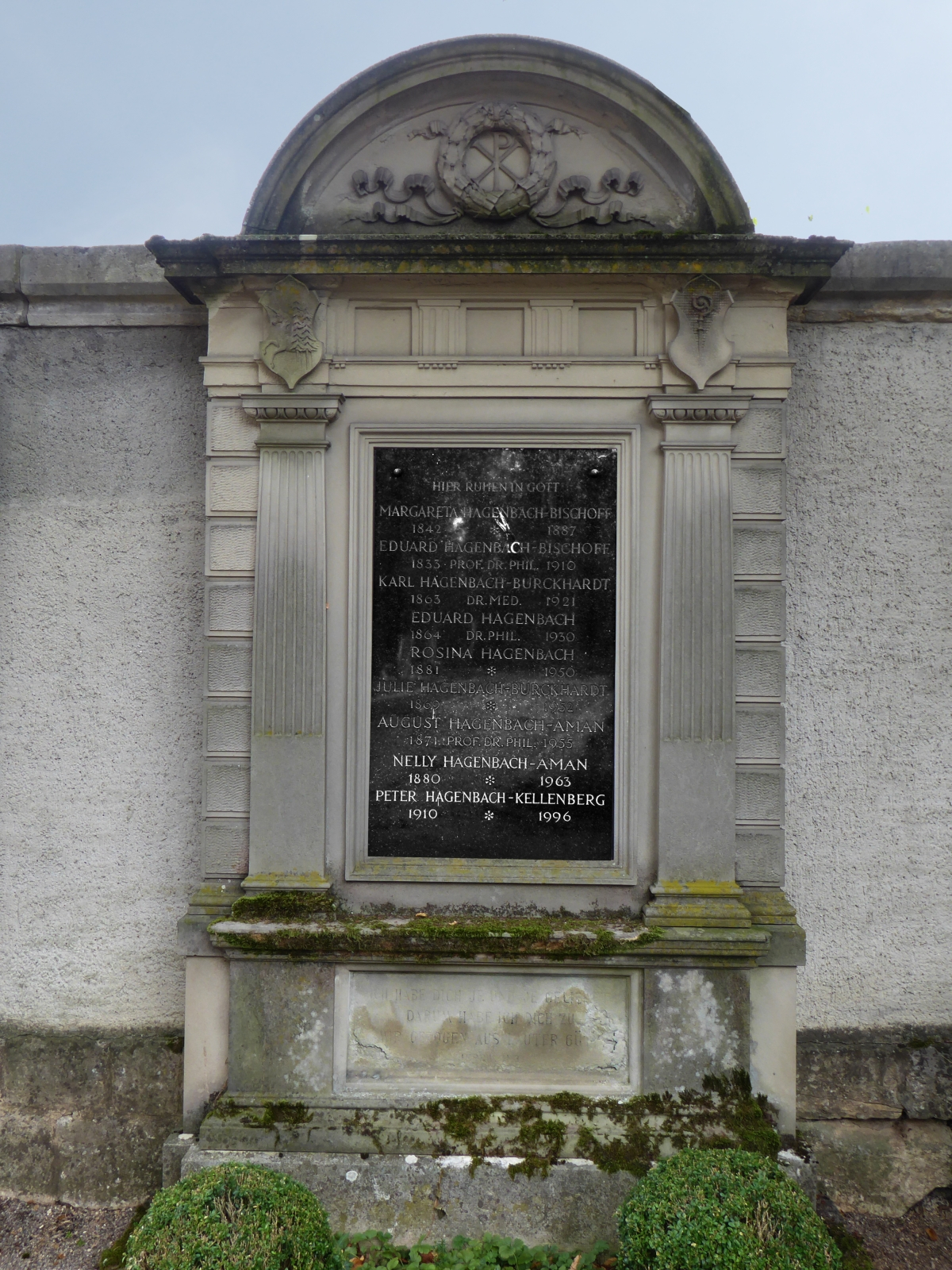
قبر العائلة ، Wolfgottesacker
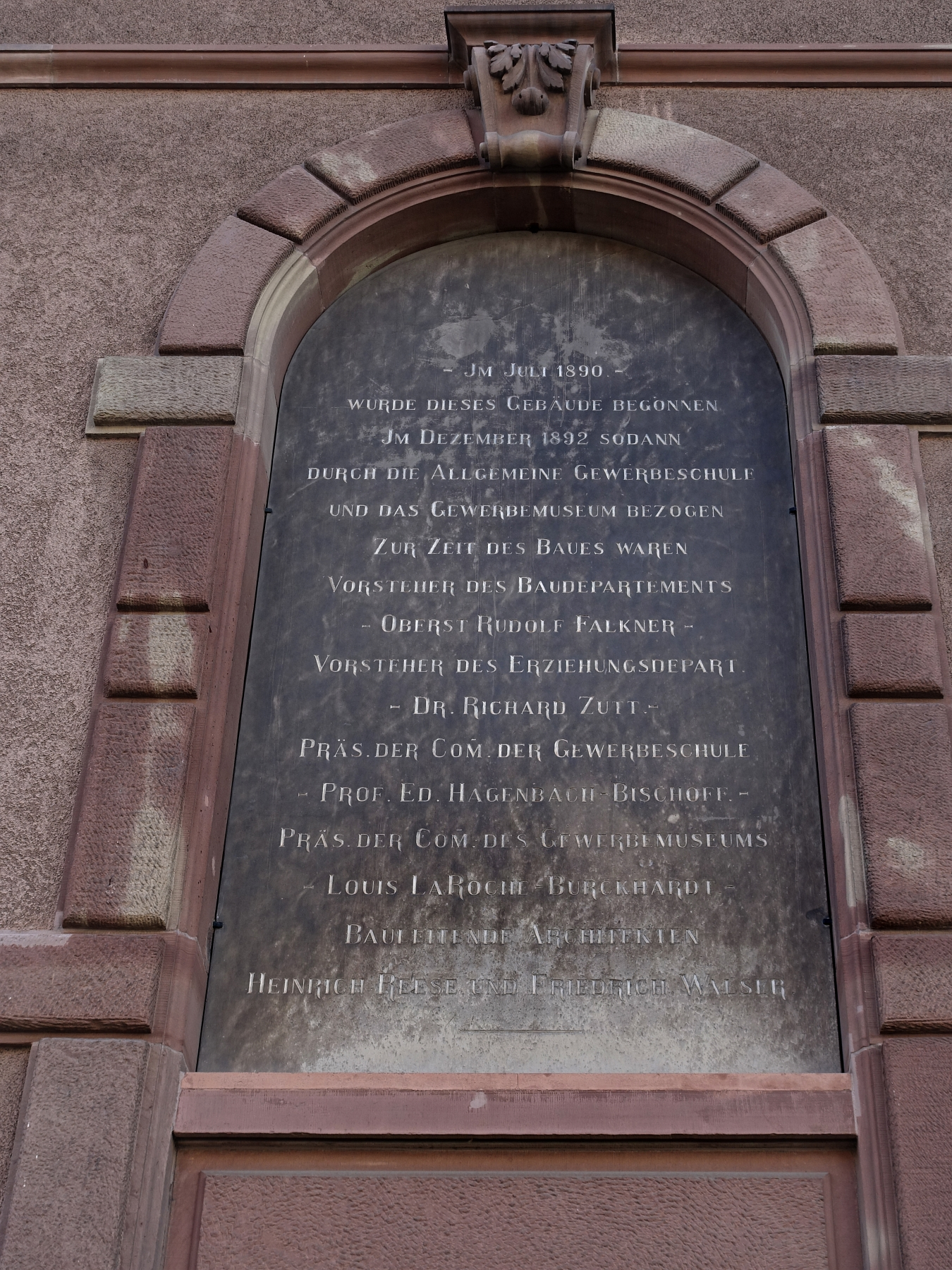
لوحة تذكارية في متحف بازل التجاري السابق

## روابط خارجية
- Publikationen von und über Eduard Hagenbach-Bischoff im Katalog Helveticat der Schweizerischen Nationalbibliothek
- Nachlass Eduard Hagenbach-Bischoff in der Universitätsbibliothek Basel
- Geschichte des Departements Physik der Universität Basel (PDF; 200 kB)
- Stammbaum Hagenbach bei: stroux.org